# Emanuel Philibert von Waldstein-Wartenberg
Emanuel Philibert von Waldstein-Wartenberg, nato Emanuel Philibert von Waldstein (Vienna, 2 febbraio 1731 – Trebitsch, 22 maggio 1775), è stato un nobile austriaco.

## Biografia
Figlio del conte Joseph von Waldstein e di sua moglie, Maria Josepha von Trauttmansdorff-Weinsberg, Emanuel Philibert sposò la principessa Maria Anna Teresa del Liechtenstein il 21 maggio 1754, alla quale fece come regalo di nozze alla casa di caccia Lichtenwald vicino a Fleyh. Dopo che i conti di Wartenberg si estinsero, i conti di Waldstein ottennero nel 1758 il permesso di assumerne il cognome e lo stemma, oltre a tutti i beni.
Nel feudo ereditato di Dux, decise di costruire una fabbrica calzaturiera ed una miniera di carbone dati i ricchi giacimenti di cui disponeva l'area. Nel 1775 fondò un orfanotrofio nella fabbrica di tessuti di Ober-Leitensdorf.
Dopo la sua morte, venne succeduto dal primogenito Joseph Karl Emanuel.

## Matrimonio e figli
Nel 1754 si sposò in prime nozze con la principessa Maria Anna Teresa del Liechtenstein, figlia del principe Emanuele e di sua figlia, Maria Anna Antonia di Dietrichstein-Weichselstädt, dalla quale ebbe i seguenti eredi:
1. Joseph Karl Emanuel von Waldstein und Wartenberg (1755–1814), conte di Waldstein-Wartenberg
2. Johann Friedrich Paternus von Waldstein und Wartenberg (1756–1812), vescovo di Seckau
3. Maria Christina Josepha Xaveria Barbara Leonora von Waldstein und Wartenberg (1757–1763)
4. Franz de Paula Adam Norbert Wenzel Ludwig Valentin von Waldstein und Wartenberg (1759–1823), sposò Karolina Ferdinandi
5. Maria Antonia von Waldstein und Wartenberg (1760–1763)
6. Ferdinand Ernst Joseph Gabriel von Waldstein (1762–1823), sposò Isabella Maria Anna Franziska Rzewuska
7. Maria Anna von Waldstein und Wartenberg (1763–1807), sposò José Joaquín de Silva-Bazán, X marchese di Santa Cruz
8. Maria Elisabeth von Waldstein und Wartenberg (1764–1826), sposò Joseph Karl Ferdinand von Dietrichstein-Hollenburg
9. Maria Theresia von Waldstein und Wartenberg (1766–1796), sposò Henri de Fourneau de Cruquenbourg, conte di Cruquenbourg
10. Maximilian Joseph von Waldstein und Wartenberg (1767–1772)
11. Maria Ludovika von Waldstein und Wartenberg (1768–1826), sposò Joseph Wallis von Karighmain

## Ascendenza
|                                                    |                                                       |                                                        | Genitori                                      |  |  | Nonni |  |  | Bisnonni                   |  |  | Trisnonni                                |  |
|                                                    |                                                       |                                                        |                                               |  |  |       |  |  | Ernst Joseph von Waldstein |  |  | Ferdinand Ernst von Waldstein-Wartenberg |  |
|                                                    |                                                       |                                                        |                                               |  |  |       |  |  | Ernst Joseph von Waldstein |  |  | Ferdinand Ernst von Waldstein-Wartenberg |  |
|                                                    |                                                       | Eleonore von Rotthal                                   |                                               |  |  |       |  |  | Ernst Joseph von Waldstein |  |  |                                          |  |
| Franz Joseph von Waldstein                         |                                                       |                                                        |                                               |  |  |       |  |  | Ernst Joseph von Waldstein |  |  |                                          |  |
|                                                    |                                                       | Maria Anna Kokorzowa                                   | …                                             |  |  |       |  |  |                            |  |  |                                          |  |
|                                                    |                                                       | Maria Anna Kokorzowa                                   | …                                             |  |  |       |  |  |                            |  |  |                                          |  |
|                                                    |                                                       | Maria Anna Kokorzowa                                   | …                                             |  |  |       |  |  |                            |  |  |                                          |  |
| Joseph von Waldstein-Wartenberg                    |                                                       | Maria Anna Kokorzowa                                   |                                               |  |  |       |  |  |                            |  |  |                                          |  |
|                                                    |                                                       | Hermann Jakob Czernin von und zu Chudenitz             | Humprecht Johann Czernin von und zu Chudenitz |  |  |       |  |  |                            |  |  |                                          |  |
|                                                    |                                                       | Hermann Jakob Czernin von und zu Chudenitz             | Humprecht Johann Czernin von und zu Chudenitz |  |  |       |  |  |                            |  |  |                                          |  |
|                                                    |                                                       | Hermann Jakob Czernin von und zu Chudenitz             | Maria Diana Ippoliti da Gazoldo               |  |  |       |  |  |                            |  |  |                                          |  |
| Maria Czernin von und zu Chudenitz                 |                                                       | Hermann Jakob Czernin von und zu Chudenitz             |                                               |  |  |       |  |  |                            |  |  |                                          |  |
|                                                    |                                                       | Maria Josefa Slavata z Chlumu a Kosumberka             | Jan Jiri Jáchym Slavata z Chlumu a Kosumberka |  |  |       |  |  |                            |  |  |                                          |  |
|                                                    |                                                       | Maria Josefa Slavata z Chlumu a Kosumberka             | Jan Jiri Jáchym Slavata z Chlumu a Kosumberka |  |  |       |  |  |                            |  |  |                                          |  |
|                                                    |                                                       | Maria Josefa Slavata z Chlumu a Kosumberka             | Maria Margareta von Trauttson                 |  |  |       |  |  |                            |  |  |                                          |  |
| Emanuel Philibert von Waldstein-Wartenberg         |                                                       | Maria Josefa Slavata z Chlumu a Kosumberka             |                                               |  |  |       |  |  |                            |  |  |                                          |  |
|                                                    | Johann Friedrich von und zu Trauttmansdorff-Weinsberg | Johann Maximilian von und zu Trauttmansdorff-Weinsberg |                                               |  |  |       |  |  |                            |  |  |                                          |  |
|                                                    | Johann Friedrich von und zu Trauttmansdorff-Weinsberg | Johann Maximilian von und zu Trauttmansdorff-Weinsberg |                                               |  |  |       |  |  |                            |  |  |                                          |  |
|                                                    | Johann Friedrich von und zu Trauttmansdorff-Weinsberg | Sophia Palffy de Erdod                                 |                                               |  |  |       |  |  |                            |  |  |                                          |  |
| Franz Wenzel von und zu Trauttmansdorff-Weinsberg  | Johann Friedrich von und zu Trauttmansdorff-Weinsberg |                                                        |                                               |  |  |       |  |  |                            |  |  |                                          |  |
|                                                    |                                                       | Maria Eleonora Holiczky von Sternberg                  | Wenzel Georg Holiczky von Sternberg           |  |  |       |  |  |                            |  |  |                                          |  |
|                                                    |                                                       | Maria Eleonora Holiczky von Sternberg                  | Wenzel Georg Holiczky von Sternberg           |  |  |       |  |  |                            |  |  |                                          |  |
|                                                    |                                                       | Maria Eleonora Holiczky von Sternberg                  | Ursula Polyxena Martinicz                     |  |  |       |  |  |                            |  |  |                                          |  |
| Maria Josepha von und zu Trauttmansdorff-Weinsberg |                                                       | Maria Eleonora Holiczky von Sternberg                  |                                               |  |  |       |  |  |                            |  |  |                                          |  |
|                                                    |                                                       | Dominik Andreas I von Kaunitz                          | Leopold Wilhelm von Kaunitz                   |  |  |       |  |  |                            |  |  |                                          |  |
|                                                    |                                                       | Dominik Andreas I von Kaunitz                          | Leopold Wilhelm von Kaunitz                   |  |  |       |  |  |                            |  |  |                                          |  |
|                                                    |                                                       | Dominik Andreas I von Kaunitz                          | Eleonore von Dietrichstein                    |  |  |       |  |  |                            |  |  |                                          |  |
| Maria Eleonora von Kaunitz                         |                                                       | Dominik Andreas I von Kaunitz                          |                                               |  |  |       |  |  |                            |  |  |                                          |  |
|                                                    |                                                       | Marie Eleonore von Starhemberg                         | Adolf Wratislav von Starhemberg               |  |  |       |  |  |                            |  |  |                                          |  |
|                                                    |                                                       | Marie Eleonore von Starhemberg                         | Adolf Wratislav von Starhemberg               |  |  |       |  |  |                            |  |  |                                          |  |
|                                                    |                                                       | Marie Eleonore von Starhemberg                         | Anna Lucia Slawata                            |  |  |       |  |  |                            |  |  |                                          |  |
|                                                    |                                                       | Marie Eleonore von Starhemberg                         |                                               |  |  |       |  |  |                            |  |  |                                          |  |

| Controllo di autorità | VIAF (EN) 3163567637216381697 · GND (DE) 1244177040 |